# Nesles-la-Montagne
 Nesles-la-Montagne  là một xã ở tỉnh Aisne, vùng Hauts-de-France thuộc miền bắc nước Pháp.